# Le Guitariste (Picasso)
Pour les articles homonymes, voir Le Guitariste.
Le Guitariste est un tableau peint par Pablo Picasso en 1910. Cette huile sur toile cubiste représente un joueur de guitare. Elle est conservée au musée national d'Art moderne, à Paris.

## Expositions
- Le Cubisme, Centre national d'art et de culture Georges-Pompidou, Paris, 2018-2019.